# (239) Adrastea
(239) Adrastea és un asteroide pertanyent al cinturó d'asteroides descobert el 18 d'agost de 1884 per Johann Palisa des de l'observatori de Viena, Àustria.
Està nomenat així per Adrastea, una nimfa de la mitologia grega.